# زیر بمباران
زیر بمباران (به فرانسوی: Sous les bombes) (به عربی: تحت‌القصف)، یک درام لبنانی به کارگردانی فیلیپ عرقتنجی محصول سال ۲۰۰۷ است. زیر بمباران در جشنواره فیلم ونیز و جشنواره بین‌المللی فیلم دوبی شرکت کرده و در برخی جشنواره‌های بین‌المللی توانسته جوایزی نصیب خود سازد.
فیلمبرداری این فیلم در خلال جنگ سی و سه روزه سال ۲۰۰۶ در لبنان انجام گرفته است و تا چند ماه پس از اتمام جنگ ادامه داشته است؛ لذا می‌بینیم برخی از صحنه‌های فیلم حقیقی بوده و گویای زندگی لبنانی‌هایی است که در آن زمان درگیر جنگ بودند و در این صحنه‌ها از بازیگر استفاده نشده است. همچنین تمام صحنه‌های ویرانی و بمباران واقعی و از آثار حملات اسرائیل علیه لبنان است.

## محور داستانی فیلم
زینه نصرالدین که در دوبی زندگی می‌کند، با پایان جنگ توسط یک کشتی از طریق ترکیه به لبنان برمی گردد و هدف اصلی اش یافتن پسرش است که او را برای تعطیلات تابستانی نزد خاله اش فرستاده بود. پس از پیاده شدن در بندر بیشتر راننده‌ها از بردن زینه به جنوب به سبب ریسک بالای آن خودداری می‌کنند تا اینکه راننده‌ای به نام تونی حاضر به رساندن وی در قبال مبلغ بالایی می‌کند. در طی این سفر زینه مناطق مختلفی که توسط اسرائیل ویران شده‌اند و زندگی مردم جنگ زده را از نزدیک مشاهده می‌کند همچنین رابطه سرد و جدی اش با راننده کمی دوستانه تر می‌شود تا جاییکه در اواخر فیلم درددلش را برای تونی بازگو می‌کند.

## بازیگران
- ندا ابو فرحات در نقش زینه
- جرج خباز در نقش تونی
- راویه الشاب در نقش کارگر هتل

## جوایز
- جایزه مهر طلایی در جشنواره بین‌المللی فیلم دوبی، ۲۰۰۷
- جایزه جوانان در جشنوارهفیلم ونیز، ۲۰۰۷
- جایزه حقوق بشر در جشنواره فیلم ونیز، ۲۰۰۷